# Carpathonesticus simoni
Carpathonesticus simoni là một loài nhện trong họ Nesticidae.
Loài này thuộc chi Carpathonesticus. Carpathonesticus simoni được Jean-Louis Fage miêu tả năm 1931.